# 鶴林寺 (江蘇省)
鶴林寺（かくりんじ）は中国江蘇省鎮江市潤州区の黄鶴山にある牛頭宗の寺院。

## 起源と歴史
大興4年（321年）に竹林寺として建立された。南朝宋の武帝（劉裕）が、即位する前に訪れて、寺院の重飾を誓い、即位後、重飾が行われ、名を鶴林寺に改めた。唐代には牛頭宗の拠点寺院の1つとなり、牛頭智威や鶴林玄素などが住んで布教した。また、風光明媚な場所にあるため、唐代からたびたび詩人に詠まれており、蘇軾や李渉が詩文を残している。